# 火鸡培根

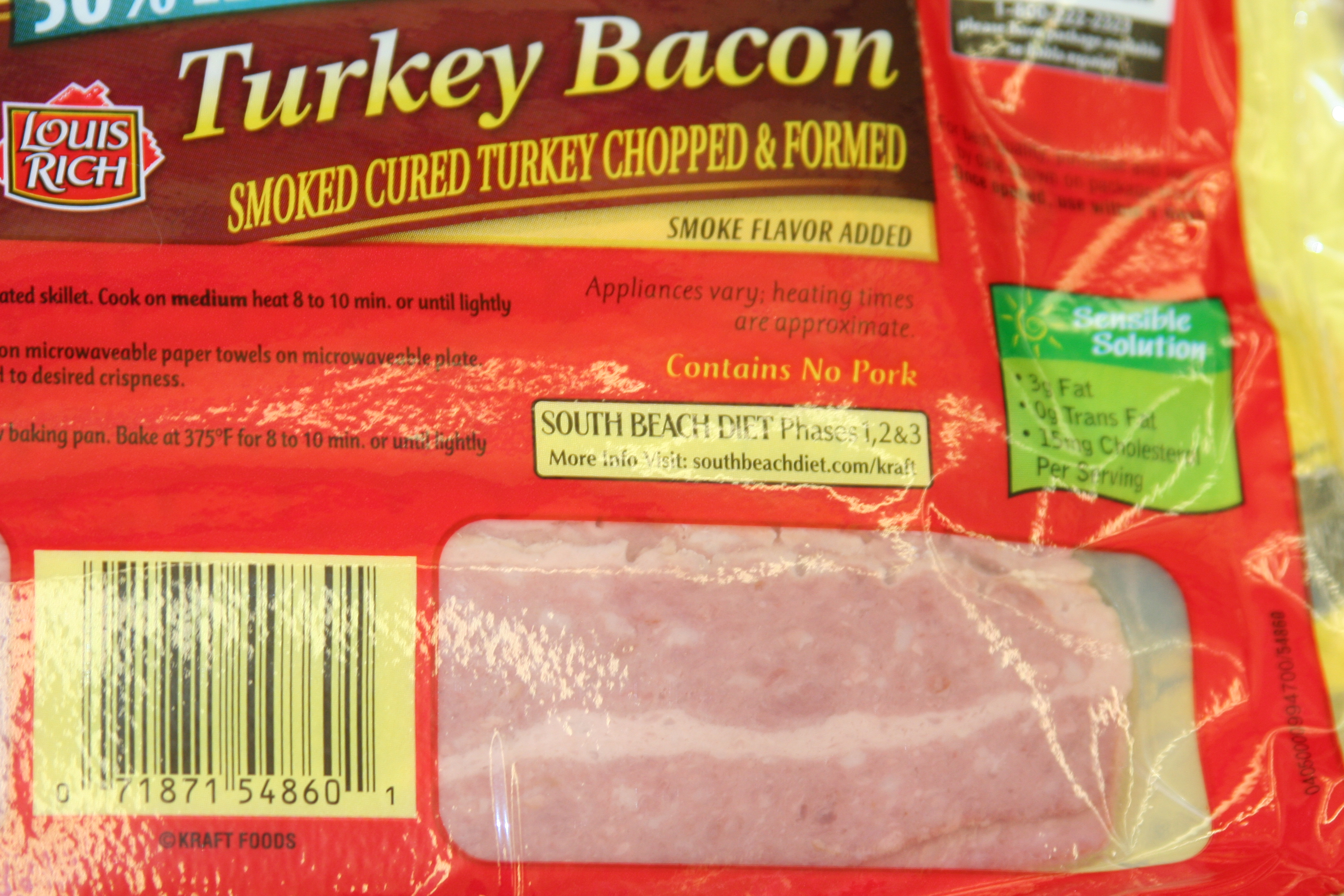
一包在美国超市售賣的火鸡培根

火雞培根是一種由已切碎且經過醃製和煙薰的火雞肉製成的肉製品。因為一些宗教（例如伊斯兰教的飲食規定和犹太教的犹太教饮食规定）禁止食用豬肉製品，而且火鸡培根的脂肪含量和卡路里比煙肉（豬肉培根）培根更低， 所以火鸡培根被視為煙肉（豬肉培根）的低脂替代品 。